# Masakra w więzieniu w Stanisławowie
Masakra w więzieniu w Stanisławowie – likwidacja więzienia w Stanisławowie (ob. Iwano-Frankiwsk), połączona z masowym mordowaniem więźniów, przeprowadzona przez sowieckie organy bezpieczeństwa pod koniec czerwca 1941 roku. Ofiarą zbrodni padło od 1200 do 2500 więźniów. Była to jedna z wielu tzw. masakr więziennych, dokonanych przez NKWD po rozpoczęciu niemieckiej inwazji na ZSRR.

## Geneza
Stanisławów, przed wojną polskie miasto wojewódzkie, od września 1939 roku znajdował się pod sowiecką okupacją. Osoby aresztowane przez NKWD były osadzane w miejscowym więzieniu. Było ono jednym z trzech sowieckich więzień funkcjonujących na terenie obwodu stanisławowskiego; w oficjalnych dokumentach określano je mianem „więzienia nr 1”. Stanowisko naczelnika piastował kpt. Werszuchanow.
22 czerwca 1941 roku nazistowskie Niemcy dokonały inwazji na Związek Radziecki. Pierwsze tygodnie wojny miały bardzo pomyślny przebieg dla strony niemieckiej. Dywizjom Wehrmachtu udało się bowiem rozbić wojska nadgranicznych okręgów wojskowych ZSRR, a następnie wedrzeć się w głąb sowieckiego terytorium. Sukcesem uwieńczone zostało między innymi niemieckie uderzenie na terenie Wołynia i Galicji Wschodniej, gdzie broniło się największe i najlepiej uzbrojone zgrupowanie Armii Czerwonej – Front Południowo-Zachodni. W pierwszych dwudziestu dniach wojny jego jednostki poniosły ogromne straty w ludziach i sprzęcie, a także były zmuszone wycofać się na odległość blisko 250 kilometrów na wschód od granicy niemiecko-sowieckiej.
W chwili wybuchu wojny niemiecko-sowieckiej w więzieniach i aresztach na Kresach Wschodnich przetrzymywano około 40–50 tys. więźniów. Władze sowieckie były zdecydowane nie dopuścić, aby zostali oni uwolnieni przez Niemców. 24 czerwca 1941 roku ludowy komisarz spraw wewnętrznych Ławrientij Beria wydał obwodowym urzędom NKGB rozkaz rozstrzelania wszystkich więźniów politycznych przetrzymywanych w zachodnich obwodach ZSRR, których ewakuacja w głąb kraju była niemożliwa. W myśl rozkazu Berii stracone miały zostać osoby skazane za „działalność kontrrewolucyjną”, „działalność antysowiecką”, sabotaż i dywersję, a także więźniowie polityczni znajdujący się w śledztwie.

## Ewakuacja i eksterminacja więźniów
Z dokumentów odnalezionych w sowieckich archiwach wynika, że stan osadzonych w stanisławowskim więzieniu na dzień 10 czerwca 1941 roku wynosił 2555 osób. Byli to w większości Polacy i Ukraińcy.
Pod koniec czerwca 1941 roku Sowieci podjęli próbę ewakuacji więzienia. Według raportów NKWD wywieziono koleją do Iwanowa 577 więźniów, a kolejnych 942 zwolniono lub „pozostawiono w więzieniu”. Z ustaleń Okręgowej Komisji Badania Zbrodni przeciwko Narodowi Polskiemu w Łodzi wynika natomiast, że pod Husiatynem jeden z transportów został zaatakowany przez niemieckie lotnictwo. W powstałym zamieszaniu więźniowie podjęli próbę ucieczki, lecz udała się ona tylko nielicznym. Większość uciekinierów zginęła od kul konwojentów.
W międzyczasie funkcjonariusze NKWD przejściowo opuścili Stanisławów, pozostawiając więźniów bez nadzoru. Część osadzonych podjęła wówczas próbę ucieczki, lecz nie sposób ustalić, ilu z nich powiódł się ten zamiar. Ówczesna prasa oraz ocalali polscy więźniowie podawali, że z więzienia wydostało się nawet do tysiąca osób. Z kolei jeden ze świadków przesłuchiwanych w latach 90. XX wieku przez OKBZpNP w Łodzi, zeznał, że ucieczka powiodła się 40 mężczyznom i 40 kobietom. Pomoc z zewnątrz dla uciekających więźniów zorganizował kpt. Ignacy Lubczyński wraz z młodzieżą ze „Strzelca” i Przysposobienia Wojskowego.
Niedługo później do miasta powrócili enkawudziści, którzy przystąpili do systematycznej eksterminacji więźniów. Ofiary rozstrzeliwano w więziennych piwnicach lub na dziedzińcu wewnętrznym. Na czas egzekucji uruchamiano silniki samochodowe lub puszczano głośną muzykę z megafonów, chcąc w ten sposób zagłuszyć odgłosy strzałów i krzyki mordowanych. Środek ten okazał się skuteczny, gdyż masakra wyszła na jaw dopiero po ostatecznej ewakuacji Sowietów ze Stanisławowa.
2 lipca miasto zostało zajęte przez sprzymierzone z Niemcami oddziały węgierskie. Mieszkańcy udali się wówczas do więzienia, mając nadzieję, że odnajdą tam aresztowanych krewnych i przyjaciół. Na terenie gmachu znaleziono jedynie dziesiątki zmasakrowanych ciał. Gadzinowy „Goniec Krakowski” podawał, że na dziedzińcu sądowym i w pobliskim ogrodzie odkryto w dodatku trzy zbiorowe mogiły wypełnione kilkoma warstwami zwłok. Masowe groby odnaleziono także w Posieczu (ponad 200 zwłok) oraz w Pasiecznej (trzy groby z setkami ciał). Świadkowie ekshumacji relacjonowali, że wiele zwłok nosiło ślady tortur – np. rażenia prądem elektrycznym. Twierdzili ponadto, że w jednej z cel enkawudziści zamurowali więźniów żywcem (prawdziwość tego typu doniesień kwestionuje jednak Bogdan Musiał).
Źródła podają rozbieżne informacje na temat liczby zamordowanych więźniów. Dokumenty NKWD informują, że w więzieniach w Stanisławowie, Kołomyi i Peczeniżynie zlikwidowano łącznie 1000 osób. Inne źródła podawały natomiast, że w samym tylko stanisławowskim więzieniu zginęło od 1200 do 2500 więźniów. OKBZpNP w Łodzi, która prowadziła śledztwo w sprawie tej zbrodni, szacowała liczbę ofiar na około 1500.

## Epilog
Zwłoki odnalezione w więziennych celach i piwnicach lub na dziedzińcu wewnętrznym grzebano w zbiorowych mogiłach na cmentarzu miejskim. Jedynie ciała zidentyfikowanych ofiar zostały zabrane przez rodziny. Z masowych grobów na dziedzińcu sądowym wydobyto natomiast tylko osiem zwłok; resztę ze względów sanitarnych ponownie zasypano.
W latach 1989–1990 masowe groby w Posieczu i Pasiecznej były badane przez pracowników stowarzyszenia „Memoriał”.